# Barchfeld-Immelborn
Barchfeld-Immelborn är en kommun i Wartburgkreis i förbundslandet Thüringen i Tyskland.
Kommunen bildades den 31 december 2012 när Immelborn gick upp i Barchfeld som samtidigt ändrade namn till Barchfeld-Immelborn.